# Remo en los Juegos Suramericanos de 2014: LM2x
La prueba de remos cortos de peso ligero en dobles masculino en Santiago 2014 se llevó a cabo en la Laguna de Curauma, Región de Valparaíso. Las competencias preliminares se desarrollaron durante el día 7 de marzo y la Final A el día 8, mientras que la Final B (que iba a tener lugar el día 9) no se celebró. Participaron en la prueba 13 parejas.

## Resultados

### Serie 1
El primer lugar clasifica a la Final A, mientras que los otros equipos deberán competir en la respesca.
| Rank | Calle | Equipo    | Remadores                                     | Tiempo Total | Diferencia | Notas |
| ---- | ----- | --------- | --------------------------------------------- | ------------ | ---------- | ----- |
| 1    | 1     | Uruguay   | Bow: Mauricio López Stroke: Ángel García      | 6:42.04      |            | FA    |
| 2    | 2     | Venezuela | Bow: José Ramón Guipe Stroke: André Mora      | 6:47.31      | +0:05.27   | R     |
| 3    | 3     | Ecuador   | Bow: Mauricio López Stroke: Ángel García      | 7:28.27      | +0:46.23   | R     |
| 4    | 4     | Paraguay  | Bow: Reynaldo Sosa Stroke: Leonardo Caballero |              |            | NC    |

NC: No comienza.

### Serie 2
El primer lugar clasifica a la Final A, mientras que los otros equipos deberán competir en la respesca.
| Rank | Calle | Equipo    | Remadores                                            | Tiempo Total | Diferencia | Notas |
| ---- | ----- | --------- | ---------------------------------------------------- | ------------ | ---------- | ----- |
| 1    | 2     | Argentina | Bow: Alejandro Colomino Stroke: Nicolai Fernández    | 6:19.87      |            | FA    |
| 2    | 1     | Brasil    | Bow: Diego Donizette Stroke: Guilherme Ricardo Gomes | 6:41.89      | +0:22.02   | R     |
| 3    | 3     | Chile     | Bow: Nibaldo Yáñez Stroke: Francisco Ruíz            | 6:45.29      | +0:25.42   | R     |
| 4    | 4     | Perú      | Bow: Victor Aspillaga Stroke: Renzo León             | 7:09.20      | +0:49.33   | R     |

### Repesca
Los 4 primeros clasifican a la final A, el quinto puesto a la final B.
| Rank | Calle | Equipo    | Remadores                                            | Tiempo Total | Diferencia | Notas |
| ---- | ----- | --------- | ---------------------------------------------------- | ------------ | ---------- | ----- |
| 1    | 2     | Chile     | Bow: Nibaldo Yáñez Stroke: Francisco Ruíz            | 7:06.10      |            | FA    |
| 2    | 1     | Perú      | Bow: Victor Aspillaga Stroke: Renzo León             | 7:16.44      | +0:10.34   | FA    |
| 3    | 4     | Venezuela | Bow: José Ramón Guipe Stroke: André Mora             | 7:24.03      | +0:17.93   | FA    |
| 4    | 3     | Brasil    | Bow: Diego Donizette Stroke: Guilherme Ricardo Gomes | 7:35.98      | +0:29.88   | FA    |
| 5    | 5     | Ecuador   | Bow: Mauricio López Stroke: Ángel García             | 7:39.55      | +0:33.45   | FB    |

### Final A
| Rank              | Calle | Equipo    | Remadores                                            | Tiempo Total | Diferencia |
| ----------------- | ----- | --------- | ---------------------------------------------------- | ------------ | ---------- |
| Medalla de oro    | 3     | Argentina | Bow: Alejandro Colomino Stroke: Nicolai Fernández    | 7:16.71      |            |
| Medalla de plata  | 5     | Perú      | Bow: Victor Aspillaga Stroke: Renzo León             | 7:17.28      | +0:00.57   |
| Medalla de bronce | 2     | Chile     | Bow: Nibaldo Yáñez Stroke: Francisco Ruíz            | 7:17.40      | +0:00.69   |
| 4                 | 4     | Uruguay   | Bow: Mauricio López Stroke: Ángel García             | 7:27.38      | +0:10.67   |
| 5                 | 1     | Venezuela | Bow: José Ramón Guipe Stroke: André Mora             | 7:27.71      | +0:11.00   |
| 6                 | 6     | Brasil    | Bow: Diego Donizette Stroke: Guilherme Ricardo Gomes | 7:30.86      | +0:14.15   |

### Final B
| Rank | Calle | Equipo  | Remadores                                | Notas     |
| ---- | ----- | ------- | ---------------------------------------- | --------- |
| 1    | 3     | Ecuador | Bow: Mauricio López Stroke: Ángel García | Cancelado |